# Xylopia ulei
Xylopia ulei é uma espécie de planta do gênero Xylopia.  

## Taxonomia
A espécie foi descrita em 1905 por Ludwig Diels. 